# Уорикский замок

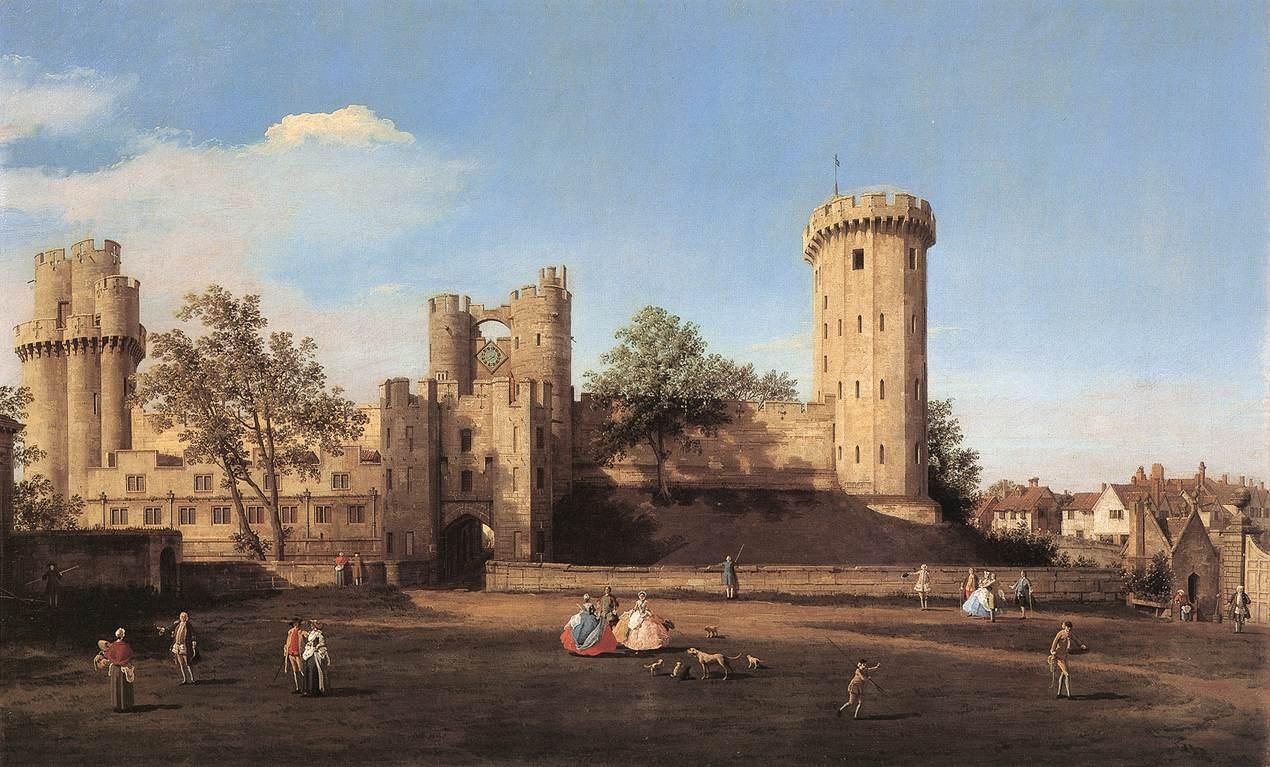
Восточный фасад замка на ведуте Каналетто (1752)

Уо́рикский за́мок (англ. Warwick Castle) — средневековый замок, расположенный в городе Уорик (графство Уорикшир в центральной Англии), на берегу реки Эйвон. Вильгельм I Завоеватель построил этот замок в 1068 году на месте или около англосаксонской крепости в Уорике. Замок использовался в качестве укрепления до начала XVII века, когда Фульк Гревилл, 1-й барон Брук превратил его в загородное поместье. Оно до 1978 года находилось во владении семьи Гревилл, которая в 1759 году получила титул графов Уорика.
С 1088 года замок принадлежал графам Уорика и служил символом их власти. Замок был захвачен Генрихом Анжуйским, позднее ставшим королём Англии Генрихом II Плантагенетом. Замок использовался для содержания пленных, в том числе пленённых в битве при Пуатье в XIV веке. Под руководством Ричарда Невилла, также известного как «Уорик — Делатель королей», в Уорикском замке был заключён король Англии Эдуард IV.
Со времён постройки в XI веке замок неоднократно подвергался реконструкции, строились дополнительные башни, перестраивались жилые здания. Изначально деревянный мотт и бейли, замок был перестроен в камне в XII веке. Во время Столетней войны фасад со стороны города был переоснащён новыми защитными сооружениями, благодаря которым замок считается одним из образцов военной архитектуры XIV века.
В XVII веке угодья вокруг замка были превращены в сад. Защита замка была усовершенствована в 1640-е годы, чтобы подготовить его к событиям Английской революции. Роберт Гревилл, 2-й барон Брук был парламентаристом и роялистские войска осадили замок. Уорикский замок выдержал осаду и впоследствии использовался для содержания пленников, захваченных парламентаристами.
The Tussauds Group купила Уорикский замок в 1978 году и открыла его для туристов. Замок охраняется как входящий в Каталог Памятников Древности (Scheduled Ancient Monument), а также входит в первую категорию Списка архитектурных и исторических достопримечательностей Англии, наравне с Букингемским дворцом и Вестминстерским дворцом.

## Местоположение

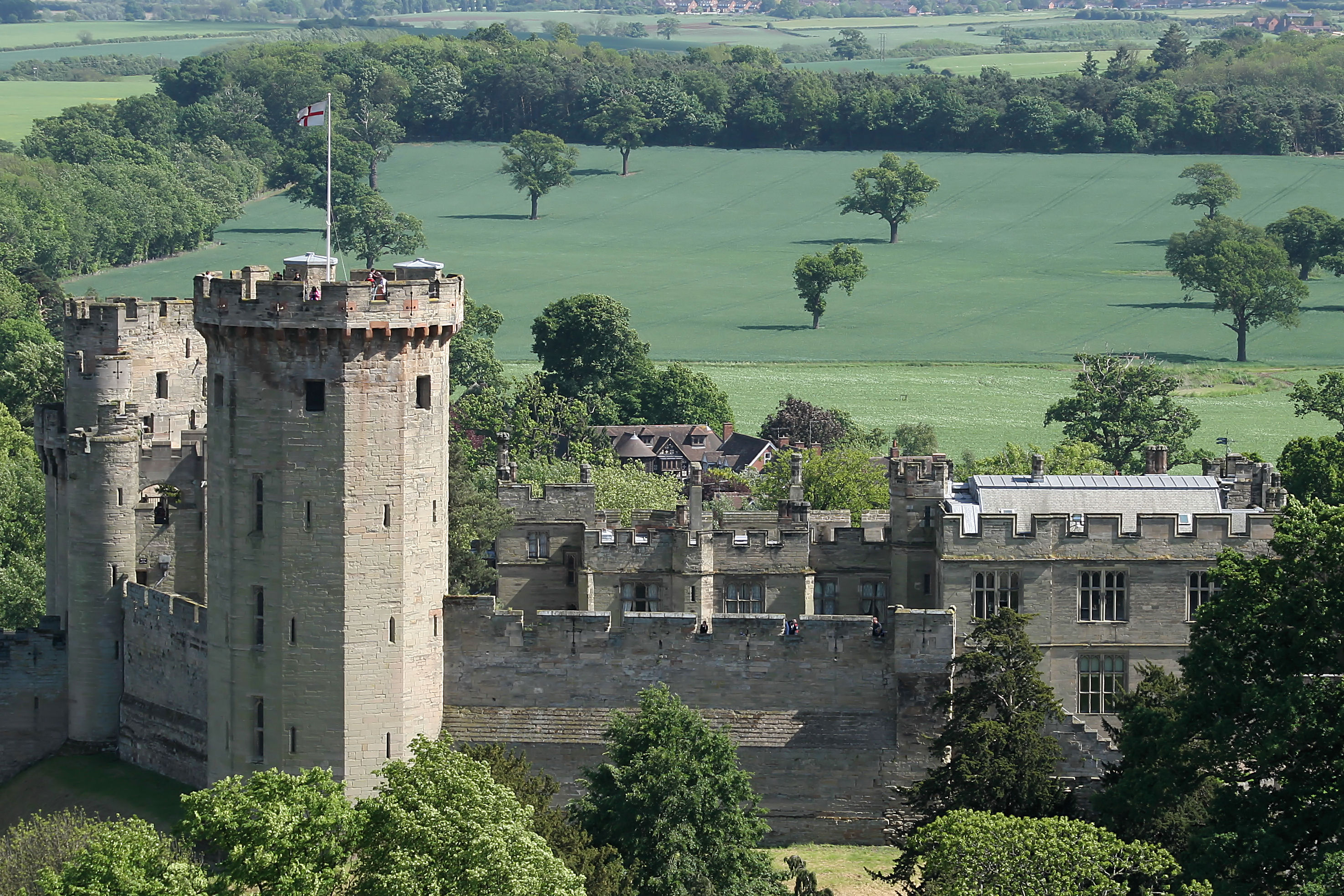
Вид на Уорикский замок с Церкви Св. Марии

Уорикский замок расположен в городе Уорик на песчаниковой скале на изгибе реки Эйвон. Река, протекающая к востоку от замка, размыла камни, на которых стоит замок, образовав крутой обрыв. Река и обрыв создают отличную естественную защиту. Когда было начато строительство в 1068 году, были снесены четыре здания аббатства Ковентри, чтобы расчистить территорию. Местоположение замка сделало его стратегически важным для защиты центральной части страны от восстаний. В течение XII века Генрих I не доверял Рожеру де Бомону, 2-му графу Уорику. Чтобы противостоять влиянию графа, Генрих пожаловал Жоффруа де Клинтону должность, сопоставимую по значимости с должностью графа Уорика. Данные ему земли включали в себя замок Кенилворт, сопоставимый по размерам, стоимости и важности с Уорикским замком, основанный Клинтоном и расположенный примерно в 8 километрах на север.
Уорикский замок находится примерно в 1,6 км от железнодорожной станции Уорик и менее чем в 3,2 км от съезда 15 с автомагистрали М40. Также он расположен недалеко от Международного аэропорта Бирмингема.

## История

### До замка
Англосаксонская крепость была основана на месте будущего Уорикского замка в 914 году. По легенде строительство фортификации было инициировано Этельфледой, дочерью Альфреда Великого. Крепость, основанная ею, была одной из десяти, которые защищали Мерсию от мародерства данов. Местоположение крепости позволяло доминировать над Фосс-Уэй, также как и над долиной реки и переправой через реку Эйвон. Хотя мотт на юго-западе от Уорика называется «Холм Этельфельды», на самом деле это часть норманнских фортификаций, а не след англосаксов.

### Военное строение и символ власти

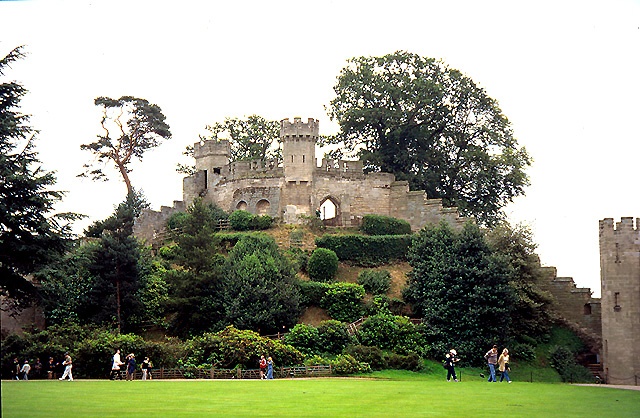
Мотт норманнского мотт и бейли замка называется «Холм Этельфельды»

После завоевания Англии норманнами Вильгельм I Завоеватель основал замок мотт и бейли в Уорике в 1068 году для поддержания контроля над центром страны, пока он двигался далее на север. Замок мотт и бейли состоит из холма, на котором обычно стоит цитадель или башня, и двора замка, то есть защищённого внутреннего двора. Вильгельм назначил Генриха Бомона, сына влиятельной норманнской семьи, констеблем замка. В 1088 году Генрих Бомон получил титул первого графа Уорика. Он основал Церковь Всех Святых внутри крепостных стен в 1119 году, однако епископ Вустера, считая замок неподобающим местом для церкви, снес её в 1127—1128 годах. В 1153 году жена Роджера де Бомона, 2-го графа Уорика была введена в заблуждение, будто бы её муж умер, и сдала контроль над замком вторгшимся войскам Генриха Анжуйского. В соответствии с «Gesta Stephani», исторической хроникой XII века, Роджер де Бомон умер, услышав сообщение о том, что его жена сдала замок. Генрих вернул замок графам Уорик, поскольку они поддержали его мать императрицу Матильду в Гражданской войне 1135—1154 годов.

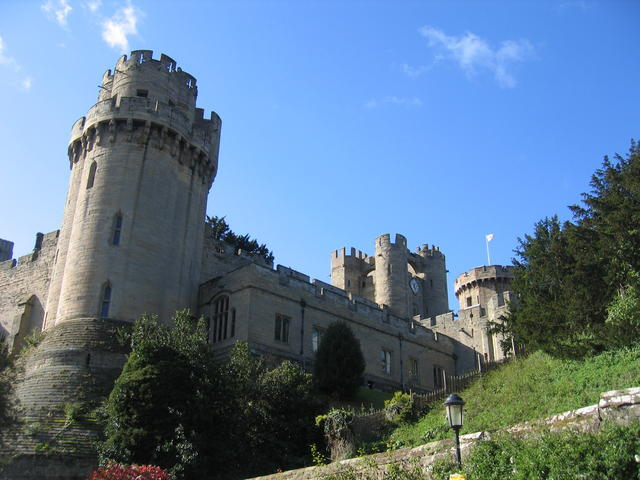
Башня Цезаря была построена между 1330 и 1360 годами

Во время правления Генриха II (1154—1189) мотт и бейли был заменён на каменный замок. Эта новая фаза развития приняла форму цитадели, где все здания были построены внутри стен. Во время восстания 1173—1174 годов граф Уорик остался на стороне короля Генриха II, и замок использовался для хранения провизии. Замок и земли вместе с графским титулом принадлежали семье Бомон до 1242 года. Когда Томас де Бомон, 6-й граф Уорик умер, замок и земли перешли его сестре, леди Маргарите де Бомон. Её муж вскоре умер, и пока она искала себе подходящего жениха, замок находился в собственности короля Генриха III. Когда она вышла замуж за Джона дю Плесси в декабре 1242 года, замок был возвращён ей.
Во время Второй баронской войны 1264—1167 годов Уильям де Модит, 8-й граф Уорик был пассивным сторонником короля Генриха III. Замок был захвачен во время неожиданной атаки Симона де Монфора, 6-го графа Лестера из замка Кенилворт в 1264 году. Стены с северо-восточной стороны были слабыми, так что этот захват не имел никакого значения с военной точки зрения. Модит и его графиня были доставлены в замок Кенилворт и удерживались там до выплаты выкупа. После смерти Уильяма Модита в 1267 году титул и замок перешли его племяннику Уильяму де Бошану, 9-му графу Уорику. После смерти Уильяма Уорикский замок прошёл через семь поколений семьи Бошан, которые более 180 лет отвечали за дальнейшее строительство замка. В 1312 году Пирс Гавестон, 1-й граф Корнуолл был захвачен Ги де Бошаном, 10-м графом Уориком и удерживался в Уорикском замке до того, как он был казнён 9 июня 1312 года. Группа магнатов под предводительством графа Уорика и Томаса Ланкастера обвинили Гавестона в разворовывании королевской казны.
Под управлением Томаса де Бошана, 11-го графа Уорика в 1330—1360 годах защита замка была значительно улучшена с северо-восточной стороны с помощью постройки башни входных ворот, барбакана (вид укрепления ворот) и башни с каждой стороны реконструированной стены, названных башня Цезаря и башня Гая. Башня Уотергейт также датируется этим периодом.

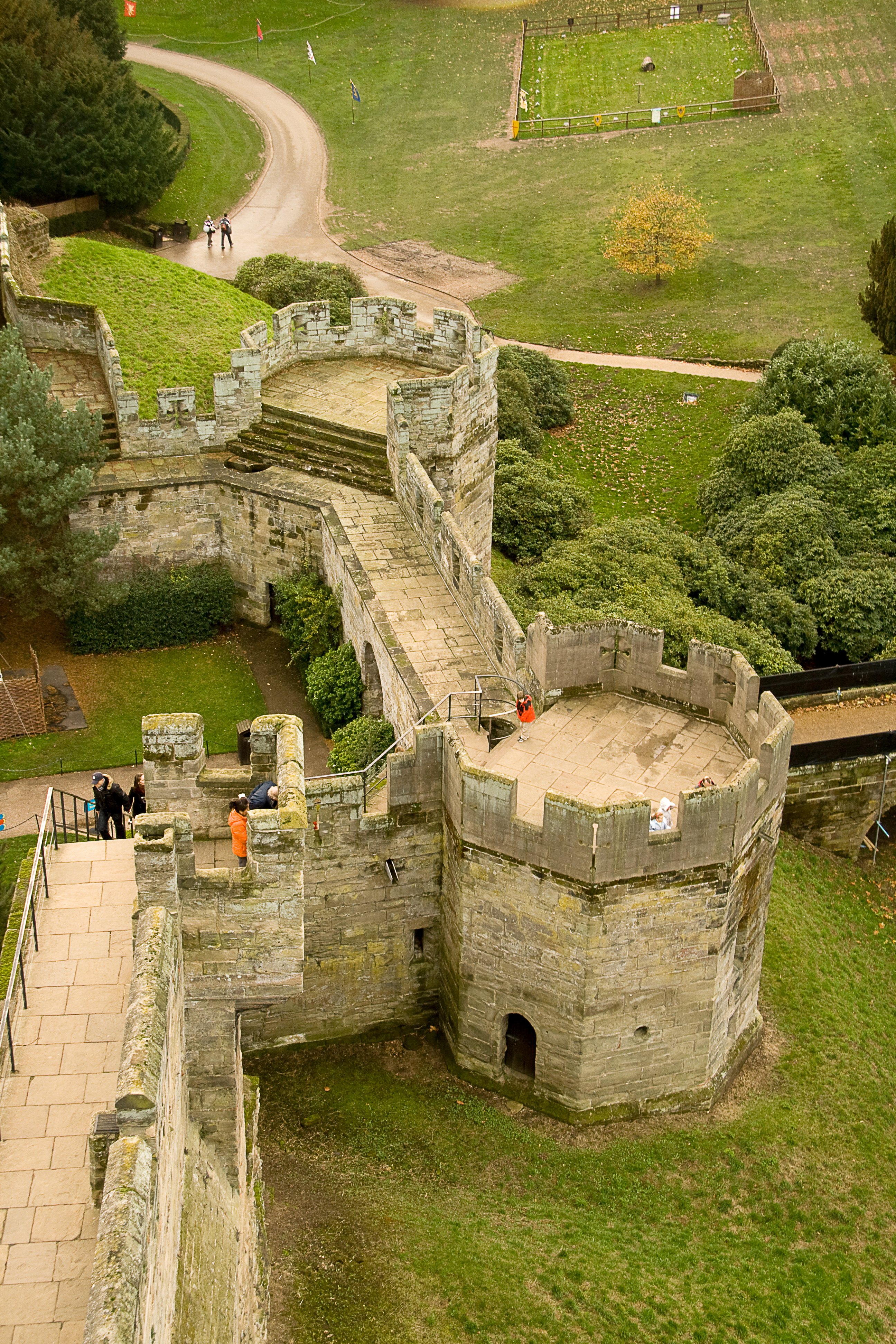
Башни Медведь и Кларенс, построенные королём Ричардом III в 1480-х

Башни Цезарь и Гай являются жилыми и могли быть обставлены по французскому образцу. Обе башни имеют каменную обводку на каждом уровне. Башня Цезаря имела также мрачное подземелье. По местной легенде, относящейся к 1644 году, она также известна как Башня Пуатье, то ли потому что там содержались пленные битвы при Пуатье в 1356 году, то ли потому что выкупы, полученные от битвы, помогли оплатить её строительство. Башня над воротами оснащена дырами-убийцами (murder-holes, дырками в потолке над проходом, через которые защитники могли убивать прорвавшихся противников), двумя подъёмными мостами, воротами и опускающимися решетками, сделанными из дерева или железа.
Фасад, смотрящий на реку, был спроектирован как символ мощи и богатства графов Бошан и имел минимальную защитную ценность, что следовало моде замков XIV века, являвшихся больше свидетельством силы, чем только военного назначения.
Линия графов Бошан прекратилась в 1449 году, когда Анна де Бошан, 15-я графиня Уорик умерла. Ричард Невилл стал следующим графом Уориком, благодаря родству своей жены с семьёй, носящей титул. Летом 1469 году Невилл восстал против короля Эдуарда IV и заключил его в Уорикском замке. Невилл попытался править от имени Эдуарда, однако постоянные протесты сторонников короля заставили графа выпустить пленника. Впоследствии Невилл был убит в битве при Барнете, воюя против короля Эдуарда IV в 1471 году во время войны Алой и Белой розы. Уорикский замок после этого перешёл от Невилла его зятю Джорджу Плантагенету, 1-му герцогу Кларенсу. Герцог был казнён в 1478 году, и его земли перешли к его сыну, Эдуарду Плантагенету, 17-му графу Уорику. Однако Эдуарду было всего два года, когда умер его отец, так что его земли были переданы под управление короны. Поскольку он мог претендовать на трон, он был посажен в тюрьму сначала Эдуардом IV, затем Ричардом III и в конце концов Генрихом VII. Его держали в Тауэре вплоть до его казни в 1499 году по обвинению в государственной измене. Эдуард был последним графом Уориком первой креации титула.
В начале 1480-х король Ричард III начал строительство двух орудийных башен, башни Медведь и Кларенс, которые не были закончены к его смерти в 1485 году. Имея свои собственные колодец и печи, башни были отдельной крепостью, независимой от замка на случай мятежа гарнизона. С появлением пороха была создана должность Содержателя Артиллерии в 1486 году.

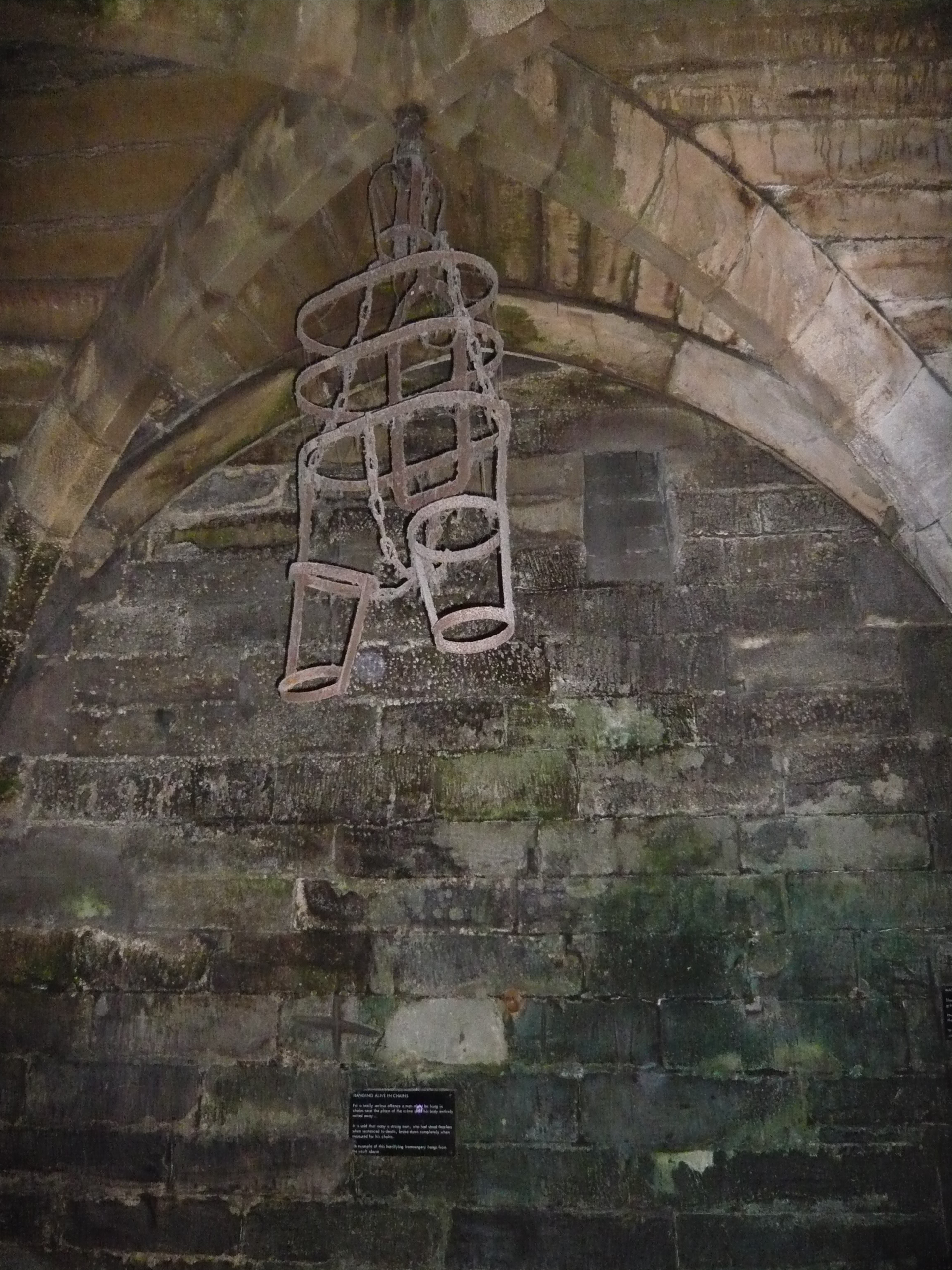
Виселица на выставке в подземелье в основании башни Цезаря

Когда антиквар Джон Леланд посещал несколько раз замок между 1535 и 1543 годами, он писал:
…подземелье в руинах в северо-западной части замка. Также есть башня на северо-западе и в ней задние ворота из железа. Все основные жилые помещения замка с холлом и часовней в южной части замка и здесь королю действительно дорого обошлось создание фундамента в камнях, чтобы выдержал эту сторону замка, поскольку большие куски падают на камни, и они это выдерживают.
Будучи под управлением короны, Уорикский замок претерпел ремонт и реставрацию, в ходе которых было использовано 500 повозок камня. Замок, как и земли относящийся к графскому титулу, были в собственности короны с 1478 по 1547 годы, когда они были дарованы Джону Дадли во второй креации титула графа Уорика. Делая свою заявку на владение замком, Дадли сказал о состоянии замка «…замок не способен приютить барона и его свиту, поскольку одна сторона замка вместе с башней с подземельем полностью разрушены и лежат на земле».
Уорикский замок пришёл в упадок из-за возраста и пренебрежения. Несмотря на свои слова, Дадли так и не начал ремонт замка. Королева Елизавета I посетила замок в 1566 году в ходе поездки по стране и повторно в 1572 году на четыре ночи. Древесное строение было возведено в замке на время её посещения, и Амброуз Дадли, 3-й граф Уорик предоставлял весь замок в распоряжение королевы. Когда Амброуз Дадли умер в 1590 году бездетным, титул графа Уорика угас во второй раз. В описи 1590 года записано, что замок по-прежнему не отремонтирован, а всё что можно унести — украдено, включая и обстановку часовни. В 1601 году сэр Фульк Гревилл отметил, что «маленькое каменное строение, которое там было, в упадке… так что в очень скором времени там ничего не останется, кроме имени Уорик».

### Усадьба

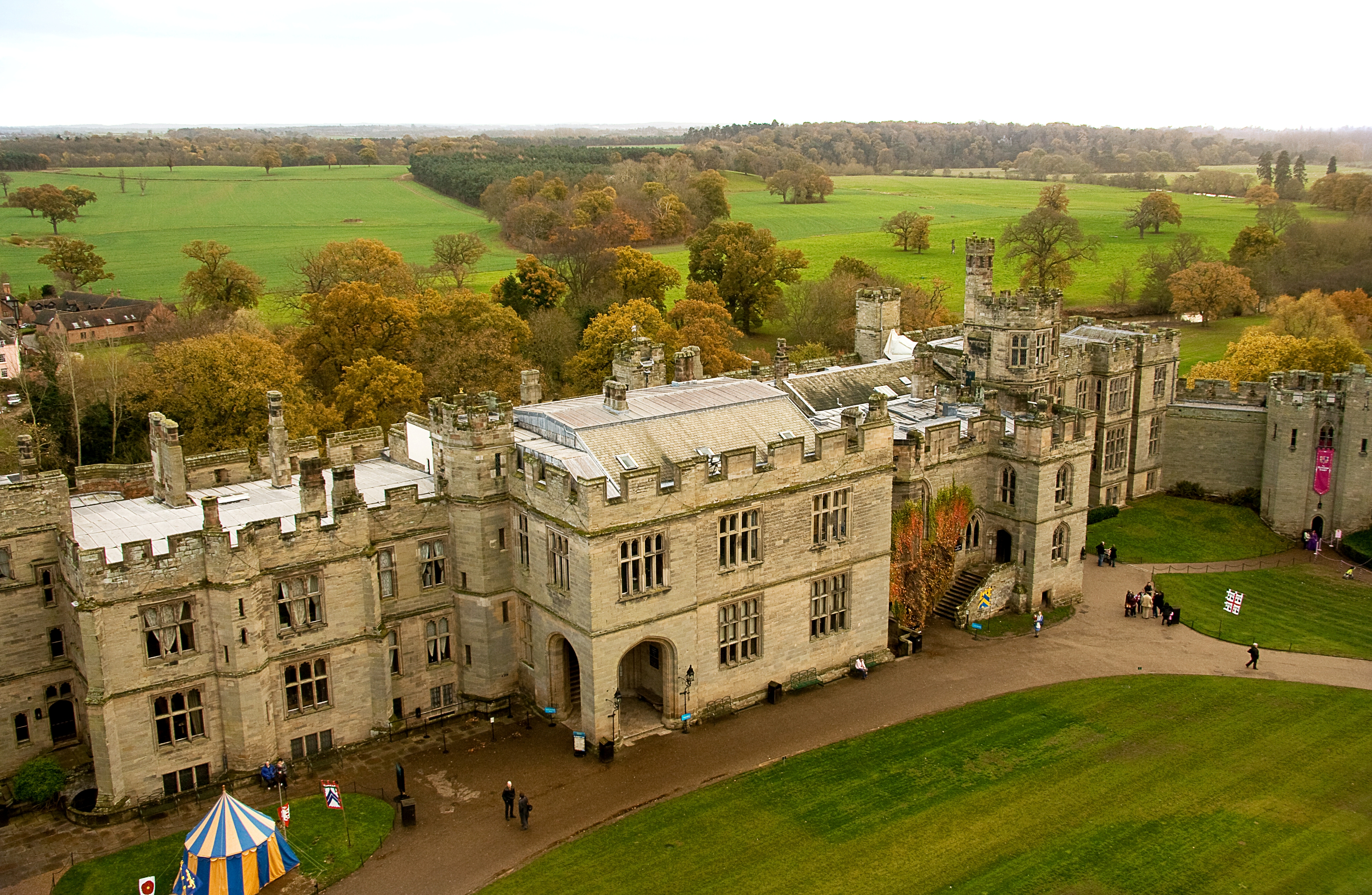
Основное жилое здание с башни Гай. Расположено в юго-восточной части замка и смотрит на реку Эйвон

В 1604 году разрушенный замок передали сэру Фульку Гревиллу королём Яковом I и был превращён в усадьбу. Пока в замке шёл ремонт, он был опосредованно вовлечён в Пороховой заговор в 1605 году. Подпольщики ждали новостей о заговоре в Данчерче в Уорикшире. Когда стало известно, что заговор провалился, они украли кавалерийских лошадей из стойл Уорикского замка, чтобы сбежать. Переделка замка совпала с периодом сокращения использования замков в XV век—XVI веках. Многие из них были либо покинуты, либо переоборудованы в комфортабельные резиденции для дворянства. В начале XVII века Роберт Смитсон был нанят, чтобы разработать план до того, как делать какие-либо изменения в замке. Когда титул графа Уорика был создан в третий раз в 1618 году, семья Гревилл все ещё была во главе Уорикского замка. Фульк Гревилл потратил более £20,000 (£3 миллиона в ценах 2010 года) на ремонт замка. Если верить Уильяму Дагдейлу, коллекционеру XVII века, в результате это стало «не только местом великой силы, но и великого наслаждения с самыми великолепными садами, аллеями и лесами, которых почти не существует в этой части Англии». 1 сентября 1628 года Фульк Гревилл был убит в Холборне своим слугой: Ральф Хэйвуд ударил барона сзади, после того как узнал, что по завещанию барона ему ничего не причитается. Гревилл умер от ранений несколькими днями позднее.
При Роберте Гревилле, 2-м бароне Бруке защита Уорикского замка была усовершенствована с января по май 1642 года при приготовлениях к атаке во время Первой Английской революции. Садовые стены были увеличены, построен земляной вал для установки артиллерии, а также были доставлены колёса и порох для двух пушек. Роберт Гревилл был парламентаристом, и 7 августа 1642 года роялистские войска осадили замок. Гревилла не было в замке в этот момент, и гарнизоном командовал сэр Эдвард Пейто. Спенсер Комптон, 2-й граф Нортгемптон, лорд-лейтенант Уорикшира, командовал войсками роялистов. Уильям Дагдейл в роли герольда призвал командира гарнизона сдать замок, однако тот отказался. Осаждающая армия открыла огонь по замку, чтобы произвести впечатление. По Ричарду Булстроду:
...наша попытка его захвата имела мало шансов , поскольку у нас были лишь две маленькие пушки,… принадлежавшие графу Нортгемптон, они были поставлены на верх церковной колокольни и были разряжены в замок, которому они не могли повредить, а лишь напугать тех, кто был в замке, а они в свою очередь выстрелили по улице и убили несколько человек.
Осаждённые получили подкрепление 23 августа 1642 года, когда гарнизон был усилен войсками Роберта Деверё, 3-го графа Эссекса, и роялисты были вынуждены отступить в Вустер. После битвы при Эджхилле в 1642 году, первого большого сражения Гражданской Войны, пленные содержались в башнях Цезарь и Гай. Во время Второй Английской революции пленные опять содержались в замке, включая захваченных в битве при Вустере в 1651 году. В замке содержался полный гарнизон с артиллерией и снабжением с 1643 по 1660 годы, с наибольшим количеством в 302 солдата. В 1660 году Английский Государственный Совет приказал управляющему замком расформировать гарнизон и сдать замок Френсису Гревиллу, 3-му барону Бруку. Основные апартаменты вышли из моды и были в плохом состоянии. При Роджере и Уильяме Херлбуттах, главных плотниках Уорика, была произведена всесторонняя модернизация интерьеров в 1669—1678 годах. Чтобы быть уверенными, что интерьеры будут сделаны по последнему слову моды, Уильям был послан в Дорсет, чтобы сделать тщательные записи об интерьерах только что построенной усадьбы сэра Ральфа Бенкса по дизайнам Роджера Пратта. 4 ноября 1695 года замок был в соответствующем состоянии, чтобы принять короля Вильгельма III.

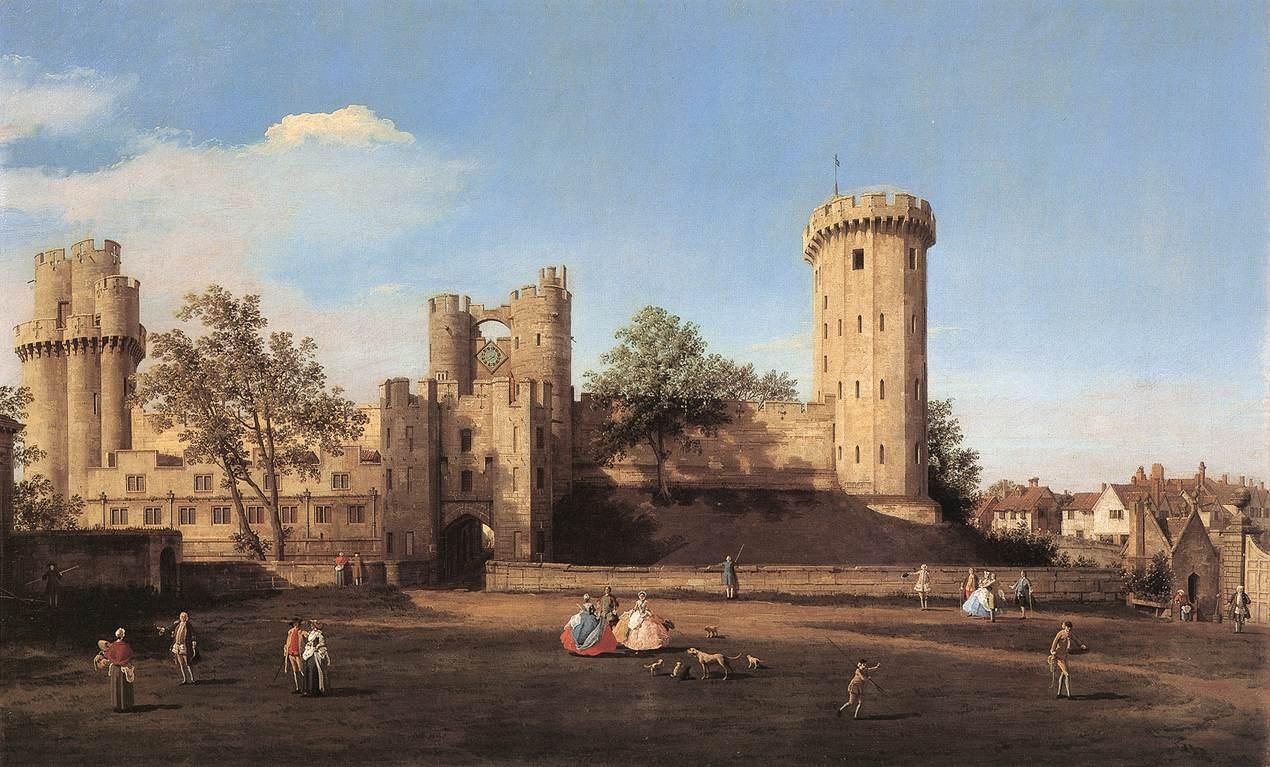
Восточный фасад замка на ведуте Каналетто (1752)

Френсис Гревилл, 8-й барон Брук, создал программу развития Уорикского замка и его земель. Также 8-му барону Бруку был дарован титул графа Уорика в 1759 году, и это была четвёртая креация титула. Теперь замок вновь принадлежал графам Уорика (до этого титул принадлежал семье, не владевшей замком). Даниэль Гаррет работал в Уорике в 1748 году, Говард Колвин приписывает ему готический интерьер часовни. Ланселот Браун участвовал в украшении парков замка с 1749 года. Браун, всё ещё главный садовник Стоу на тот момент и всё ещё должен был заработать репутацию главного ландшафтного архитектора Англии. Лорд Брук позвал его, чтобы дать Уорикскому замку более «естественную» связь с рекой. Браун упростил длинный узкий спуск, превратив его в луг, спускающийся прямо к берегу реки, оканчивающийся со всех сторон густыми зарослями живых деревьев. Вьющаяся дорога создаёт впечатление о гораздо большем расстоянии между главными воротами и входом в замок.
Хорас Уолпол видел созревание идеи Брауна в 1751 году и отметил в письме: «Замок прелестный. Вид поразил меня сильнее, чем я могу описать; река Эйвон падает с водопада у его подножия. Это создал Браун, который использовал некоторые идеи Кента и мистера Саускота».
Гревилл выписал итальянского художника Антонио Каналетто, чтобы написать Уорикский замок в 1747 году, пока земли и сады продолжал украшать Браун. Известны пять картин и три рисунка замка авторства Каналетто, то есть замок был самым частым строением Британии на его картинах. Работа Каналетто над Уорикским замком описывалась как «уникальная в истории искусства серия видов английского дома крупным художником с континента». Так же как и сады, Гревилл поручил Брауну перестроить внешний подъезд и лестницу к Главному Залу. Браун также использовал готический дизайн для деревянного моста через Эйвон (1758). В 1760 году он всё ещё работал в Уорикском замке. Тимоти Лайтолер отвечал за расширение входа и строительство дополнительных комнат рядом с ним в 1763-69. В те же годы Уильям Линдли создал новую столовую и сделал другие изменения в интерьере. В 1786—1788 годах местный строитель Уильям Эборал строил новую оранжерею, а его главный орнамент — Уорикская Ваза, незадолго до этого купленная в Риме.
В 1802 году Джордж Гревилл, 2-й граф Уорик имел долги в £115,000 (£8 миллионов в ценах 2010 года). Поместья графа, включая Уорикский замок, были переданы графу Галлоуэй и графу Верхений Оссри в 1806 году, однако замок был возвращён графам Уорика в 1813 году. Главный зал был реконструирован в готическом стиле в 1830—1831 годах под руководством Амброуза Пойнтера. Энтони Салвин отвечал за восстановление башни Уотрегейт в 1861—1863 годах. Замок был сильно повреждён во время пожара 1871 года, который начался восточнее Главного Зала. Хотя Главный Зал сгорел, здание в целом пострадало несильно. Реставрация, проводившаяся Салвином в 1872—1875 годах, спонсировалась обществом, общая стоимость работ составила £9,651 (£670,000 в ценах 2010 года).

### Замок сегодня

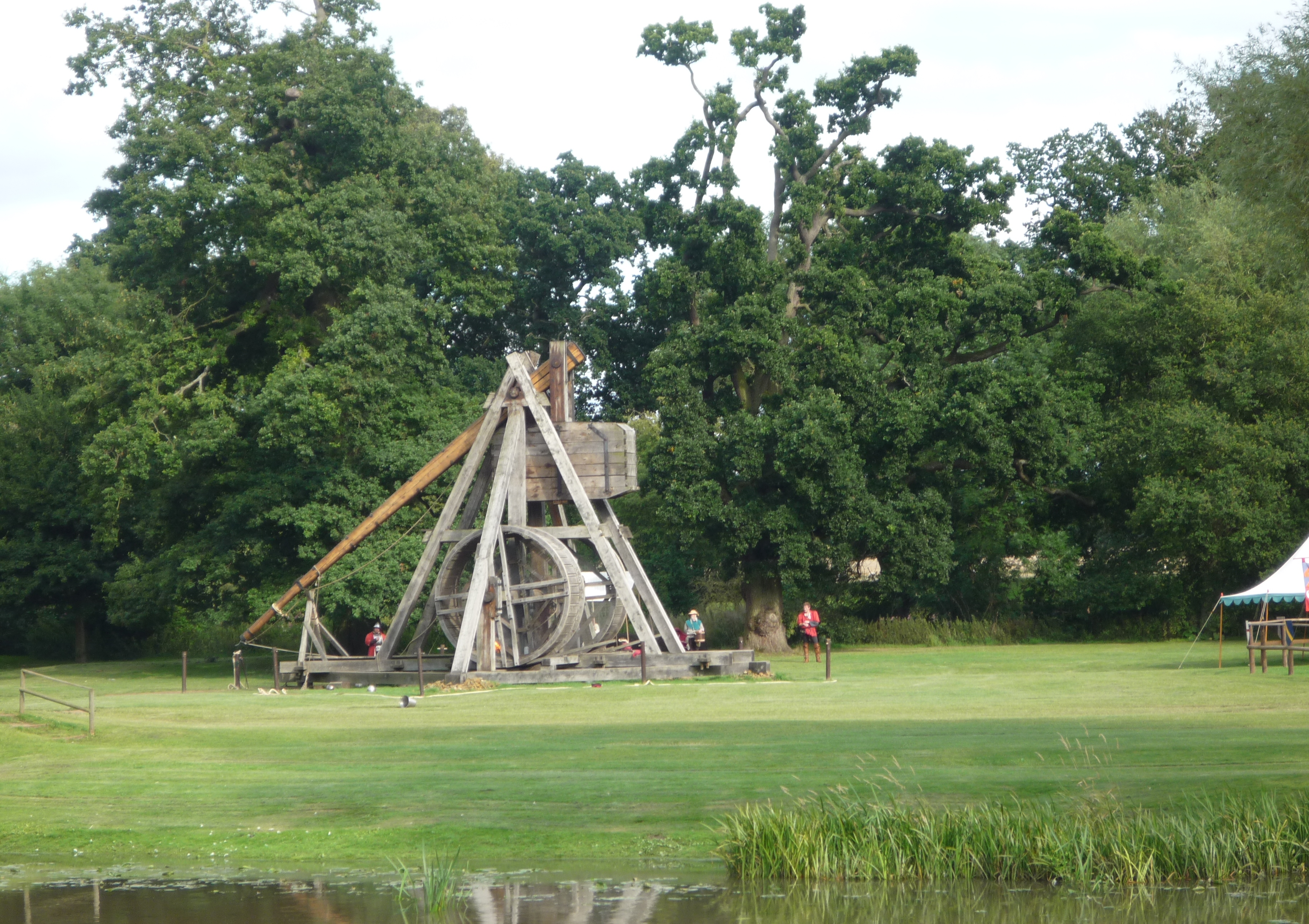
Требушет Уорикского замка — самый большой в мире. Он используется ежедневно

Уорикский замок защищён от неодобренных изменений в постройке в качестве входящего в Каталог Памятников Древности (Scheduled Ancient Monument), что является свидетельством того, что замок является государственно важным историческим зданием. Замок входит в первую категорию Списка архитектурных и исторических достопримечательностей Великобритании вместе с крепостными стенами, конюшнями, мельницей и резиденцией. В 1978 году Уорикский замок стал членом общества «Богатые Дома Англии», благотворительного консорциума, основанного десятью ведущими частными историческими замками Англии с целью рекламы и продвижения их самих в качестве туристических мест. В том же году Уорикский замок был продан The Tussauds Group, крупному оператору развлекательных центров. Tussauds провела большую реставрацию замка и земель, а также открыла ворота замка для публики. В 2001 году Уорикский замок был назван одними из британских «Топ 10 исторических домов и памятников» по версии Британских Экспертов по Туризму. В список вошли Тауэр, Стоунхендж и Эдинбургский замок. Уорикский замок был назван лучшим британским замком по версии Good Britain Guide 2003.
В июне 2005 года в Уорикском замке появился один из самых больших в мире механизмов осады. Требушет высотой в 18 м, сделанный из 300 стволов дуба, весит 22 тонны. Машина была сделана в Уилтшире. Восемь человек тратят полчаса на то, чтобы её загрузить и запустить. Она спроектирована, чтобы стрелять на расстояние до 300 метров снаряды весом до 150 кг. 21 августа 2006 года требушет установил рекорд, как самый мощный в мире, когда выстрелил снарядом весом 13 кг на расстояние в 249 м со скоростью 260 км/ч, побив предыдущий рекорд в 228 м, поставленный в Нидерландах. Военная машина установлена на берегах реки Эйвон возле замка.
23 июня 2006 года, во время школьных каникул, тремя подростками было разбито стекло окна стоимостью £20,000 и украден церемониальный меч. 45-сантиметровый меч был позднее найден в изгороди около дома недалеко от замка и был возвращён в Уорикский замок. Зимой 2006—2007 годов в Уорикском замке был построен самый большой ледяной каток страны длиной в 60 м. Тем не менее каток не замёрз из-за необычно тёплой погоды. Четырнадцать тонн льда были доставлены из Гримсби, чтобы каток замёрз. Сезонные аттракционы включают «Полёт орлов» (шоу птиц с участием белоголового орлана, грифов и белоплечегого орлана), соревнования лучников, рыцарские турниры, «Шоу Катапульты» и «Шоу Меч в Камне». В замке также находится «Подземелье Замка», живое представление актёров, похожее на «Подземелья Лондона». В мае 2007 года Tussauds была куплена компанией Merlin Entertainments, которая сейчас управляет замком на правах аренды, после того как право собственности было продано компании Prestbury Group 17 июля того же года.

## Планировка

План Уорикского замка

Нынешний замок, построенный из камня при Генрихе II, находится там же, где находился норманнский мотт и бейли. Цитадель стояла на холме, который расположен юго-восточнее самого замка, хотя большинство сегодняшних построек были созданы в пост-средневековый период. В XVII веке холм был поправлен во время ландшафтных работ, когда на нём проложили дорожку. Старый двор вошёл в территорию нового замка и окружен каменными стенами.
Когда Уорикский замок перестраивался при Генрихе II, была сделана новая планировка, и все здания были построены за крепостными стенами. Замок обнесён сухим рвом с северной стороны, где нет защиты от реки или старового холма. Периметр стен составляет 130 м в длину и 82 м в ширину. Два входа в замок расположены с севера и запада. Изначально подъёмный мост был перекинут через ров с северо-востока. В центре северо-западной стены расположены ворота с башнями Медведя и Кларенс с каждой стороны от входа. Это дополнение к обороне замка, сделанное в XV веке. Жилые здания расположены в восточной части замка, смотрящей на реку Эйвон. В эти строения входят Большой Зал, библиотека, спальни и часовня.

## Земли и парк
Сады, относящиеся к Уорикскому замку, были впервые официально упомянуты в 1534 году. Ландшафтные работы в XVII веке во время реставрации Фулька Гревилла прибавили виляющие дорожки к замковому холму. Френсис Гревилл нанял Ланселота Брауна, чтобы изменить ландшафт земель вокруг замка. Браун начал работать с землями и парком в 1749 и закончил работу в 1757 году, потратив £2,293 (£260,000 в ценах 2010 года) на выполнение проекта. Сады покрывают площадь в 2.8 км². Роберт Марнок создавал сады на землях замка в 1868—69.
Основанный в 1743 году и изначально известный как Церковный Парк, парк замка расположен южнее самого замка. Его изначальное название произошло от тамплиеров, имевших поместье в Уорике. Дома вокруг парка были снесены, а земля, на которой они стояли, включена в парк. Попытки получить доход от парка в конце XVIII века включали в себя сдачу его территории в аренду для пастбищ, выращивания пшеницы и содержания овец.
Водяная мельница на землях замка была предположительно построена при Генрихе де Бомоне. К 1398 году мельница была перемещена сразу за восточную стену замка, за западный берег реки Эйвон. Обе мельницы были подвержены наводнениям. К 1644 году к мельнице был пристроен паровой механизм. Мельница использовалась как источник электроэнергии после того, как она перестала молоть пшеницу, однако после подключения Уорикского замка к основным линиям в 1940 году, надобность в ней отпала, и она была разобрана в 1954 году.

## Легенды
Уорикский замок является темой многих историй о привидениях. Говорят, что Фульк Гревилл часто посещает башню Уотергейт, хотя он был убит в Холборне. Башня Уотергейт также известна как башня Привидений и в течение практически всего года является местом проведения «Уорикские Привидения Живьем», короткого представления, рассказывающего об убийстве Гревилла. В шоу участвуют живые актёры, используются звук, свет и визуальные эффекты. Эпизод телевизионной программы «Самые Навязчивые» был снят в замке в 2006 году. Программа исследовала подземелье башни Цезарь и башню Привидений, подземную усыпальницу, в которой, по рассказам, бродит привидение маленькой девочки, и спальню Кенилворт, где Дейзи Гревилл, графиня Уорик, предположительно проводила спиритические сеансы.